# IC 804
IC 804 est une galaxie lenticulaire située dans la constellation de la Vierge. Sa vitesse par rapport au fond diffus cosmologique est de 3 165 ± 25 km/s, ce qui correspond à une distance de Hubble de 46,7 ± 3,3 Mpc (∼152 millions d'al). Elle a été découverte par l'astronome américain Lewis Swift en 1893.
Selon Vaucouleur et Harold Corwin, NGC 4602 et IC 804 forment une paire de galaxies. La distance de Hubble de NGC 4602 est égale à 42,52 ± 3,0 Mpc (∼139 millions d'al). Si l'on considère les incertitudes sur ces distances, ces deux galaxies pourraient fort bien former une paire réelle de galaxies. Cependant, l'image obtenue des données du relevé SDSS ne montre pas de signes évidents de déformation de l'une ou l'autre de ces galaxies.

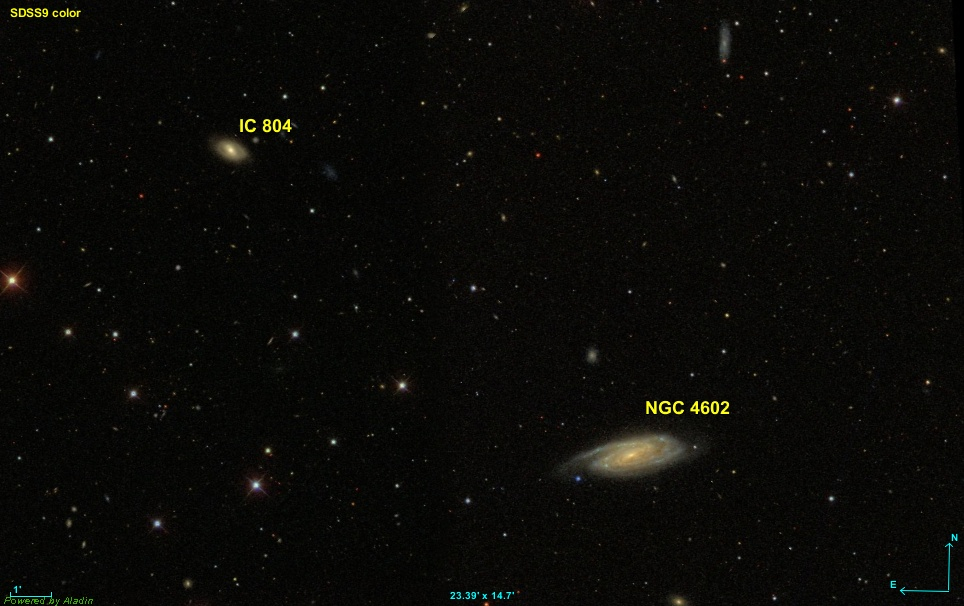
La paire de galaxie NGC 4602 et IC 804.

Note : les bases de données Simbad et HyperLeda ne présente aucun résultat lorsqu'on utilise la requête IC 804. Il faut entrer PGC 42549 pour avoir leurs données.